# 비계 (건설)
비계(飛階, 영어: scaffolding, scaffold, staging)는 건설, 건축 등 산업현장에서 쓰이는 가설 발판이나 시설물 유지 관리를 위해 사람이나 장비, 자재 등을 올려 작업할 수 있도록 임시로 설치한 가시설물 등을 뜻한다.

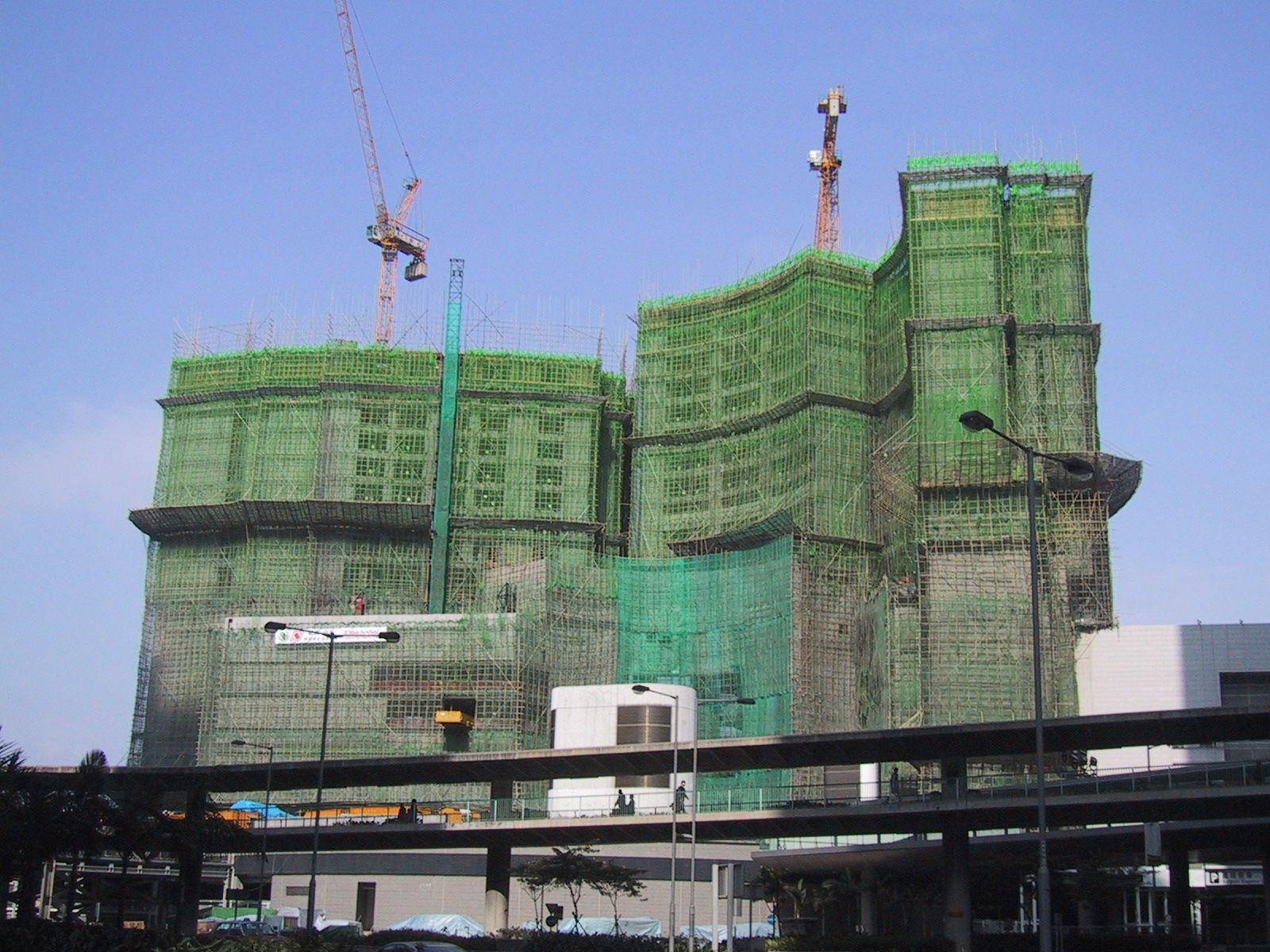
중국 등 아시아에서 많이 쓰이는 대나무 비계

참고로, 건설 현장에서 간혹 쓰이는 족장(일본어: 足場 아시바[*])은 일본어에서 사용되는 용어이며, 중국어에서는 각수가(중국어 간체자: 脚手架, 정체자: 腳手架, 통용 병음: jiǎoshǒujià)라고 한다.

## 종류

### 대나무 비계
대나무 비계는 대나무로 만든 일종의 비계로 수세기 동안 건설 작업에 널리 사용되었다. 많은 유명한 랜드마크, 특히 중국의 만리장성은 대나무 비계를 사용하여 건설되었으며, 오늘날 중국, 홍콩 등 세계의 일부 지역에서 그 사용이 계속되고 있다.

### 통나무 비계
침엽수로 만든 통나무를 철선으로 서로 엮어 만든다. 1980년대 중반까지도 대한민국에서 많이 쓰였다.

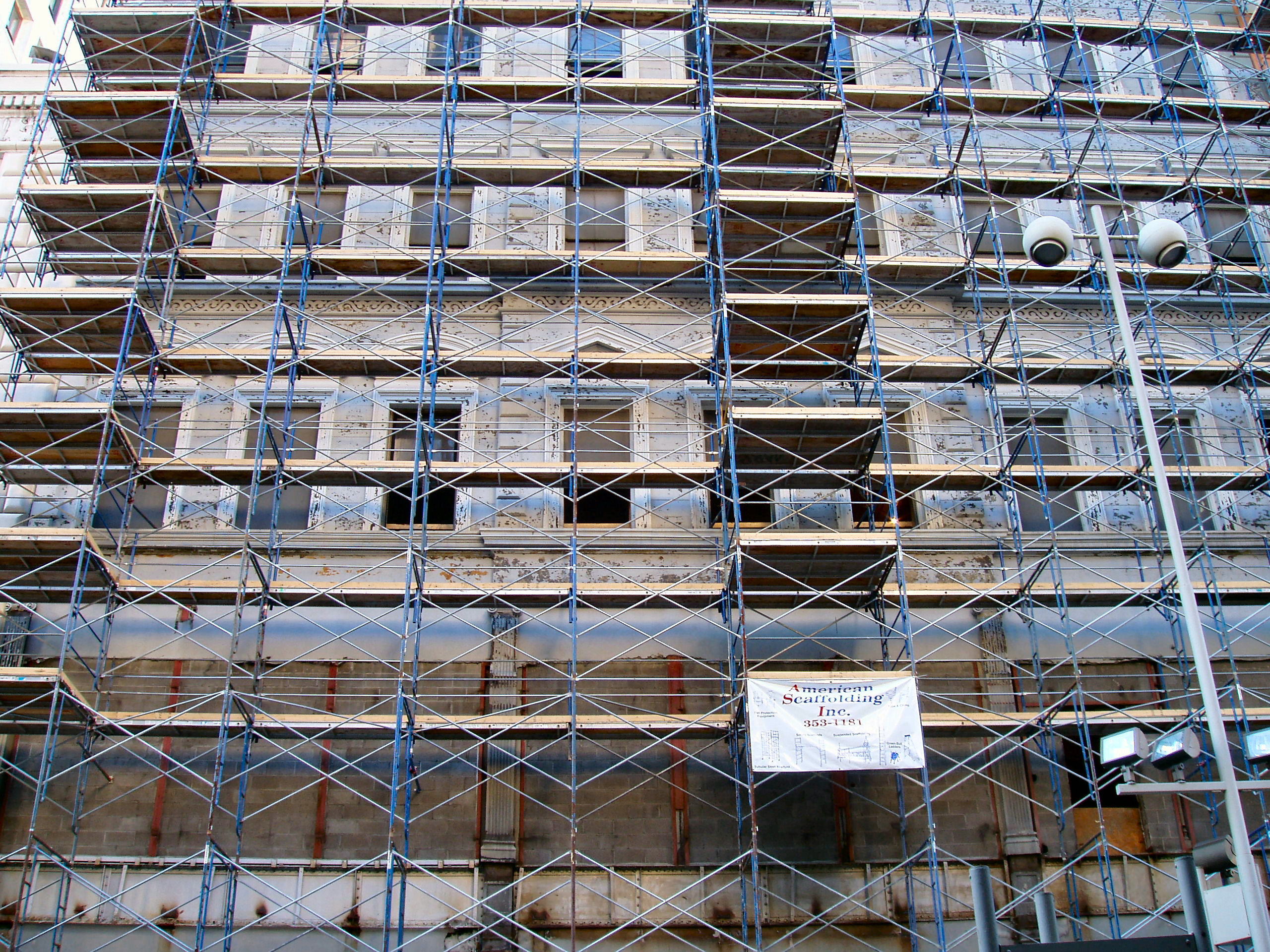
미국 오하이오 신시네티 중심가 건물 앞면에 설치된 비계

### 강관 비계
표면에 알루미늄 도금 처리된 강관으로 만든 비계로 최근에도 많이 쓰인다. 조임쇠 등 연결철물을 써서 자유자재로 조립할 수 있어 많이 쓰인다.

### 시스템 비계
임의로 설치할 수 있는 강관 비계와 달리, 구조계산을 통하여 규격화되어 조립할 수 있도록 제작된 비계로 상대적으로 안전성이 높다.

## 안전과 표준

### 사고
2019년부터 2021년까지 추락사고는 대한민국 산업재해 중 1위를 기록했다. 이 기간 건설업에서 산재로 인해 사망한 사고는 항상 200명대를 유지했다.
2022년 1월 26일 중대재해처벌법이 시행되었다. 태안화력발전소 압사사고와 가습기 살균제 사건, 세월호 사건과 같은 시민재해로 촉발된 이 법은 안전보건관리시스템 구축을 통해 안전조치 및 보건조치를 강화하여 종사자의 "중대산업재해를 예방"하도록 하는 것이 궁극적인 목적이다.

### 비계 표준
유럽 표준인 BS EN 12811-1은 접근 및 작업 비계에 대한 구조 및 일반 설계의 성능 요구 사항과 방법을 지정하고 있다. 주어진 요구 사항은 안정성을 위해 인접한 구조에 의존하는 비계 구조에 대한 것이다. 일반적으로 이러한 요구 사항은 다른 유형의 작업 비계에도 적용된다.
작업 비계의 목적은 작업자가 작업을 수행하기에 적합한 안전한 작업 플랫폼과 접근을 제공하는 것이다. 유럽 표준은 작업 비계에 대한 성능 요구 사항을 설정한다. 이들은 비계가 만들어지는 재료와 실질적으로 독립적이다. 이 표준은 문의 및 설계의 기초로 사용하기 위한 것이다.
대한민국에서도 《가설공사 표준안전 작업지침》이라는 시행령이 1984년 제정되었고, 2020년 1월 7일까지 개정을 거쳤다. 이 법은 가설공사 재해방지를 위한 비계작업, 가설통로, 가설도로의 설치․관리에 있어서 재료와 작업상의 안전에 관하여 사업주에게 지도․권고할 지술상의 지침을 규정함을 목적으로 한다.

대한민국 내에서 비계의 설치와 해체 작업은 현장에서 아무나 할 수 있는 작업이 아니다. 산업안전보건법 제140조 (자격 등에 의한 취업 제한)에 근거하여 반드시 그 작업에 필요한 자격, 면허, 경험 또는 기능을 가진 근로자가 작업을 해야 한다. 또한 비계 작업자, 거푸집 작업자 등은 산업안전보건법 제140조에 의거하여 안전 관리에 대한 사항을 교육 받아야 한다.

## 같이 보기
- 거푸집
- 철근
- 콘크리트
- 철근 콘크리트
- 동바리